# Ngân hàng Palestine

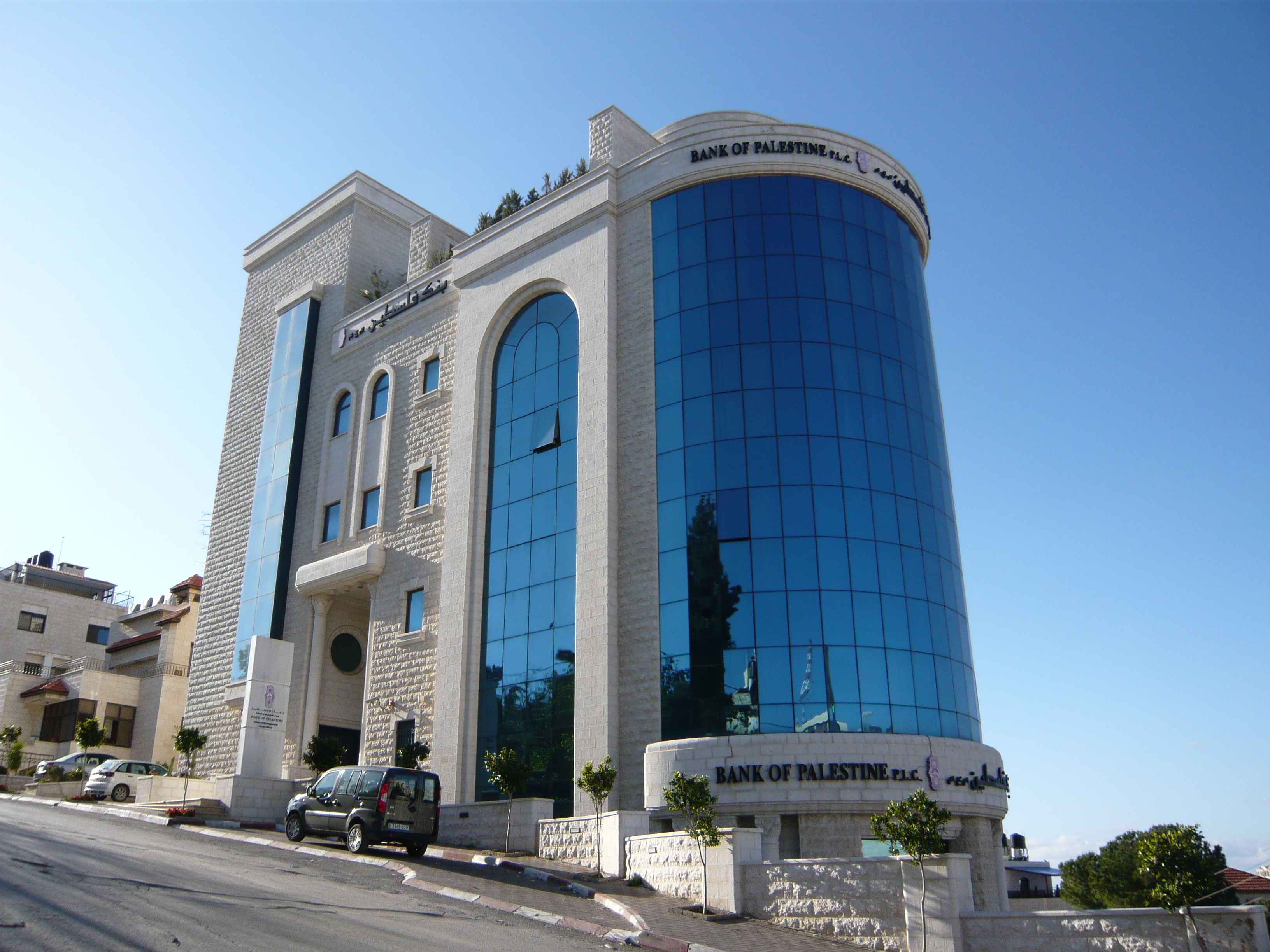
Trụ sở của Ngân hàng Palestine khang trang tại Ramallah

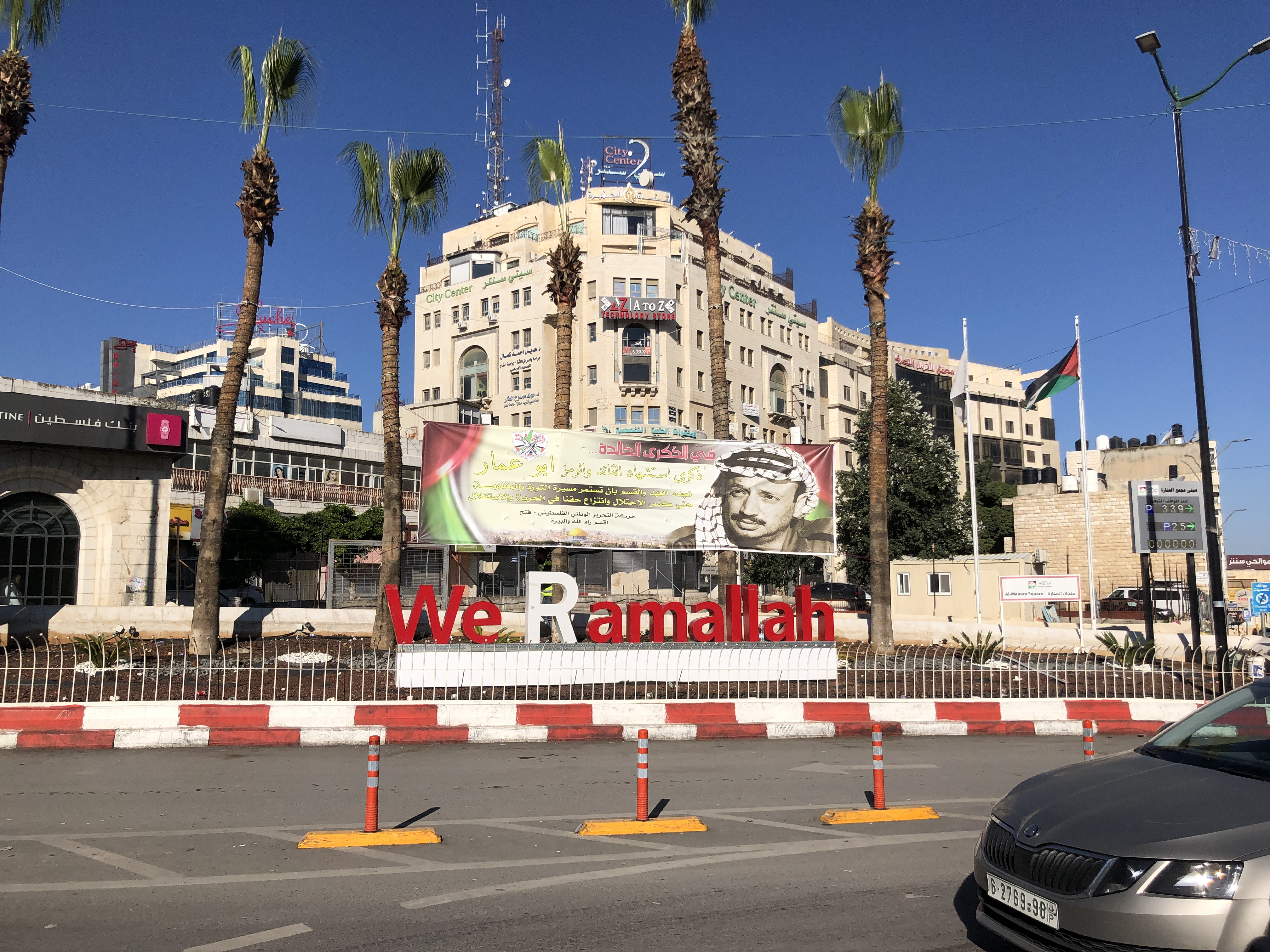
Một chi nhánh ngân hàng tại Ramallah

Ngân hàng Palestine (tiếng Ả rập: بنك فلسطين, tiếng Anh: Bank of Palestine, viết tắt: BoP) là một tổ chức  ngân hàng đa quốc gia của Nhà nước Palestine được thành lập tại Dải Gaza vào năm 1960. Ngân hàng Palestine có trụ sở chính tại Ramallah, Bờ Tây và là tổ chức tài chính hàng đầu ở Palestine với giá trị tài sản ròng là 6,5 tỷ USD Đô la Mỹ (USD). Ngân hàng Palestine là tập đoàn ngân hàng phân bố theo địa lý nhất ở Palestine với 74 chi nhánh và chi nhánh công ty con. Trụ sở chính của ngân hàng đặt tại Ramallah của Bờ Tây Palestine. Ngân hàng Palestine cũng có văn phòng đại diện tại Dubai thuộc Các Tiểu vương quốc Ả Rập Thống nhất (UAE) và Santiago của Chile.

## Lịch sử
Ngân hàng được thành lập tại Thành phố Gaza vào năm 1960 là ngân hàng đầu tiên ở Palestine. Hasheem Atta Shawa thành lập một nhà băng với tư cách là một ngân hàng nông nghiệp để giúp nông dân phát triển hoạt động kinh doanh cây có múi (citrus) vì gia đình Shawa cũng kinh doanh cây có múi vào thời điểm đó. Ngân hàng hỗ trợ nông dân vay mua thiết bị nông nghiệp, nông cụ canh tác. Đầu những năm 1990, Tiến sĩ Hani Shawa tiếp quản việc điều hành ngân hàng. Hashim Shawa vào năm 31 tuổi đã trở thành chủ tịch kiêm giám đốc điều hành ngân hàng sau khi cha anh qua đời năm 2007.
Kể từ đó, ngân hàng có khoảng 1.980 nhân viên và phục vụ hơn 900.000 khách hàng.  Vào năm 2019, ngân hàng là bị đơn của một Khiếu nại trong vụ kiện với án lệ  Singer v. Bank of Palestine  (số vụ việc: 1:19-cv-00006) tuyên bố rằng ngân hàng này đã hỗ trợ cho tổ chức Hamas bằng cách cung cấp các dịch vụ tài chính và duy trì tài khoản cho “tổ chức khủng bố” Hamas. Ngân hàng Palestine tuyên bố rằng không có cơ sở pháp lý đằng sau yêu cầu của nguyên đơn và họ đã và đang thực hiện “các biện pháp nhanh chóng và mạnh mẽ” để bác bỏ vụ kiện này với cáo buộc vô căn cứ này.